# Debelo brdo (brdo iznad Sarajeva)
Debelo brdo je brdo iznad Sarajeva. Prostire se u općinama Centar i Gornji Kovačići. Na obroncima se protežu Vranjače i Zlatište, te Soukbunar i Kovačići. Prema sjeveru je židovsko groblje. Južno je kula Zlatište. Najviša kota je na 745 metara nadmorske visine. 
Debelo brdo je najznačajnije kao arheološko područje na kojem je nađeno prapovijesno gradinsko naselje, antički i kasnoantički odbrambeni objekt. Kao takvo 2005. godine je proglašeno za nacionalnim spomenikom Bosne i Hercegovine u Sarajevu.